# 팀 호이트

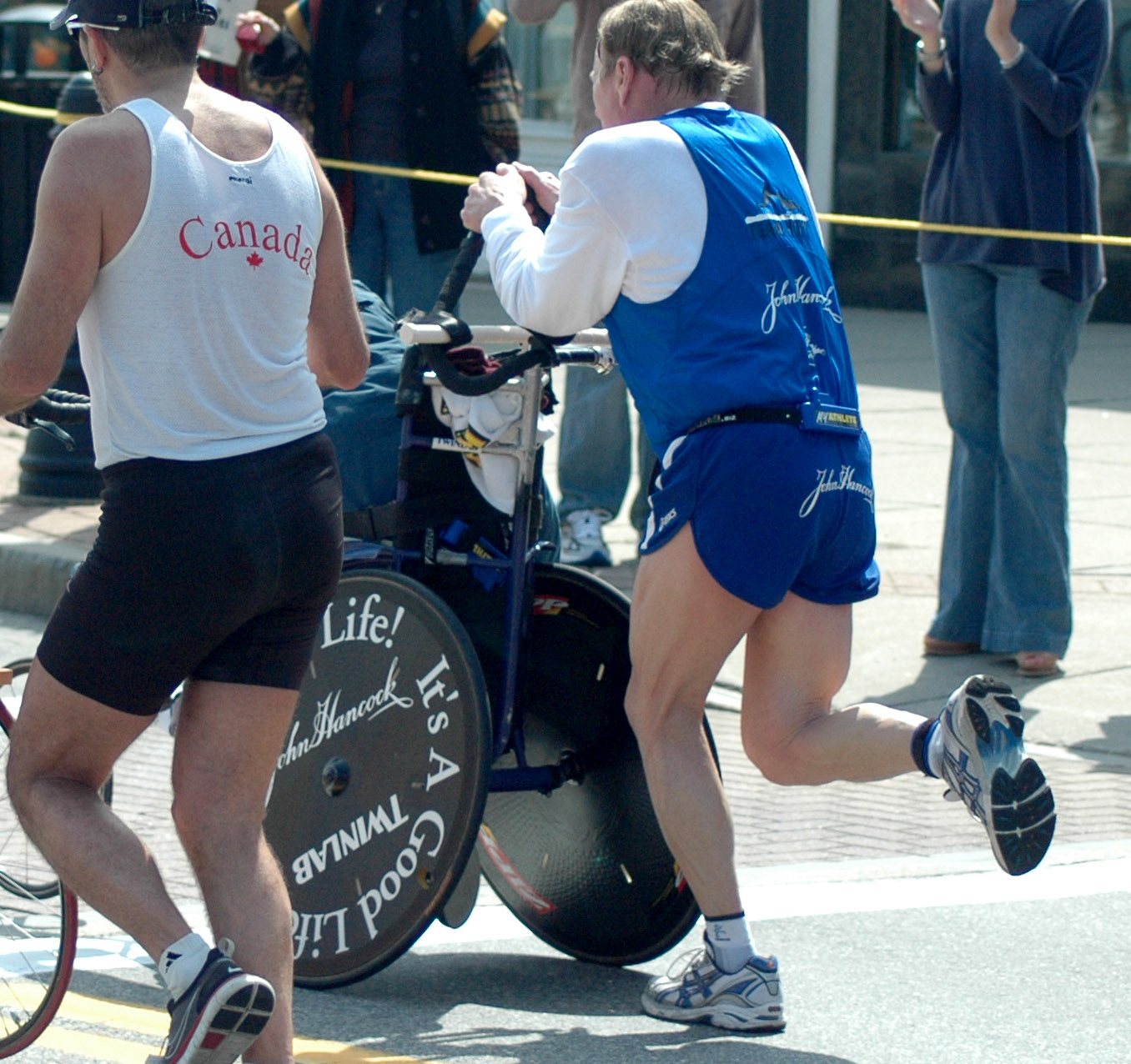

팀 호이트(Team Hoyt)는 미국 매사추세츠주 출신의 마라톤 선수인 딕 호이트(Dick Hoyt, 1940년 6월 1일~2021년 3월 17일)와 아들 릭 호이트(Rick Hoyt, 1962년 1월 10일~2023년 5월 22일) 부자를 일컫는 말이다. 아들 릭 호이트가 뇌성마비 판정을 받았음에도 불구하고, 1984년 보스턴 마라톤 대회에 부자가 나란히 출전하여 2시간 53분 20초만에 완주하여 주목을 받았고, 1989년 하와이에서 열린 마라톤 대회에서는 두 사람이 한 팀으로 동시에 출전하여 14시간 26분 4초의 기록으로 완주하였다.

## 참고 문헌
- 《나는 아버지입니다》- 딕 호이트, 던 예거 지음.